# محمود فاتح
محمود فاتح (زادهٔ ۱۲۷۴، اصفهان) از مدیران اقتصادی و کشاورزی دوران پهلوی بود که کوتاه‌ترین دوره وزارت کشاورزی را در ایران داشت.
پدرش سرتیپ فاتح‌الملک بود. تحصیلاتش را در اصفهان آغاز کرد و در مدرسه آمریکایی تهران ادامه داد و در بریتانیا و فرانسه در رشته‌های اقتصاد و کشاورزی به انجام رساند. پس از بازگشت به ایران، در وزارت فوائد عامه مشغول به کار شد و سپس به وزارت مالیه رفت.
فاتح در وزارت مالیه به مشاغلی چون ریاست مؤسسه مستقل فلاحتی خالصه‌جات (املاک زراعی دولتی)، مشاور و مدیرکل وزیر رسید. با تأسیس وزارت کشاورزی پس از شهریور ۱۳۲۰ به آن وزارت‌خانه انتقال یافت و اعتبارالدوله وزیر کشاورزی او را در ۲۲ فروردین ۱۳۲۲ به عنوان معاون خود به مجلس معرفی کرد. پس از آن‌که محمد ساعد به نخست‌وزیری رسید، در هشتم فروردین ۱۳۲۳ فاتح را به عنوان وزیر کشاورزی به مجلس معرفی کرد اما ۹ روز بعد که کابینه‌اش را ترمیم و دوباره به مجلس معرفی کرد، فاتح را کنار گذاشت.
فاتح در سال ۱۳۲۹ چند ماهی مدیرعامل بانک کشاورزی بود. از او با عنوان «یکی از متخصصان درجه یک کشاورزی ایران» یاد می‌شود. او مدت‌ها در دانشکدهٔ کشاورزی دانشگاه تهران در کرج تدریس می‌کرد.